# Hautecombe
Die Abtei Hautecombe (Lat. Alta Cumba, italienisch Altacomba) ist eine ehemalige Zisterzienserabtei und Benediktinerabtei in Savoyen, am westlichen Ufer des Lac du Bourget in der Gemeinde Saint-Pierre-de-Curtille gelegen.

## Geschichte

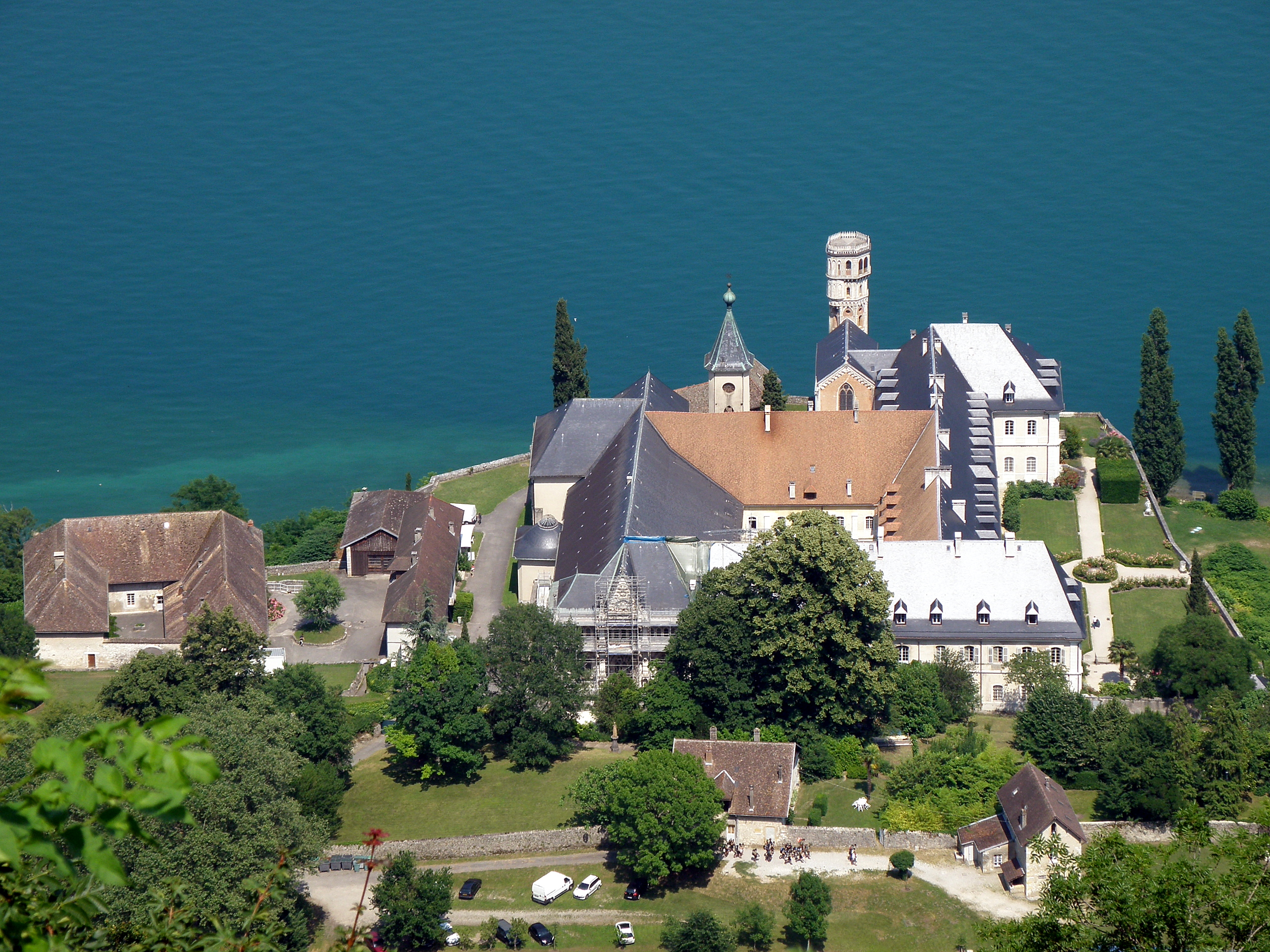
Abtei Hautecombe

Im nördlichen Grenzgebiet der Grafschaft Savoyen, bei Cessens auf dem Berggebiet Massif de la Chambotte, gründeten um 1101 Mönche aus dem Kloster Aulps das Priorat Hautecombe. Gauthier von Aix schenkte dem kleinen Kloster mit der Bestätigung durch Graf Amadeus III. im Jahr 1121 die Ländereien in der Umgebung. Auf Anregung des Bernhard von Clairvaux schloss sich das Priorat im Jahr 1135 dem Zisterzienserorden an und wurde als Tochterkloster der Filiation der Primarabtei Clairvaux unterstellt. Erster Abt wurde 1139 der hl. Amadeus von Lausanne. Unter ihm wurde die Abtei 1140 an den heutigen Platz am See verlegt. Von Hautecombe wurden die Abteien von Fossanova (mit weiteren zehn Tochter- und Enkelgründungen) in Italien, Kloster Sanctus Angelus in Petra in Konstantinopel und möglicherweise Zaraka und Isova auf der Peloponnes in Griechenland gegründet. Von 1439 bis ins 18. Jh. war die Abtei Kommende; es lebten 1575 um die zwanzig Mönche in der Abtei und etwa fünf im Priorat, das in der naheliegenden Pfarrei St.-Innocent errichtet wurde. In der französischen Revolution wurde die Abtei verlassen und 1793 aufgehoben, jedoch 1824–1843 durch König Karl Felix von Piemont-Sardinien wiederhergestellt und 1826 von Zisterziensern neubesiedelt, die bis zum Jahr 1922 blieben. Bedeutendster Prior war Symphorien Gaillemin (1888 bis 1910).
Die Annexion Savoyens durch Frankreich unter Napoleon III. im Jahr 1860 änderte nichts am Bestand von Hautecombe.
1922 wurde das Kloster von dem aus dem italienischen Exil zurückkehrenden Konvent der Benediktinerabtei Marseille (Kongregation von Solesmes) übernommen. 1992 verließen die Benediktiner wegen der zunehmenden Touristenströme das Kloster wieder, um sich in der alten Abtei von Ganagobie niederzulassen. Die Klosteranlagen von Hautecombe sind seither der charismatischen Gemeinschaft des Chemin Neuf in Obhut gegeben.

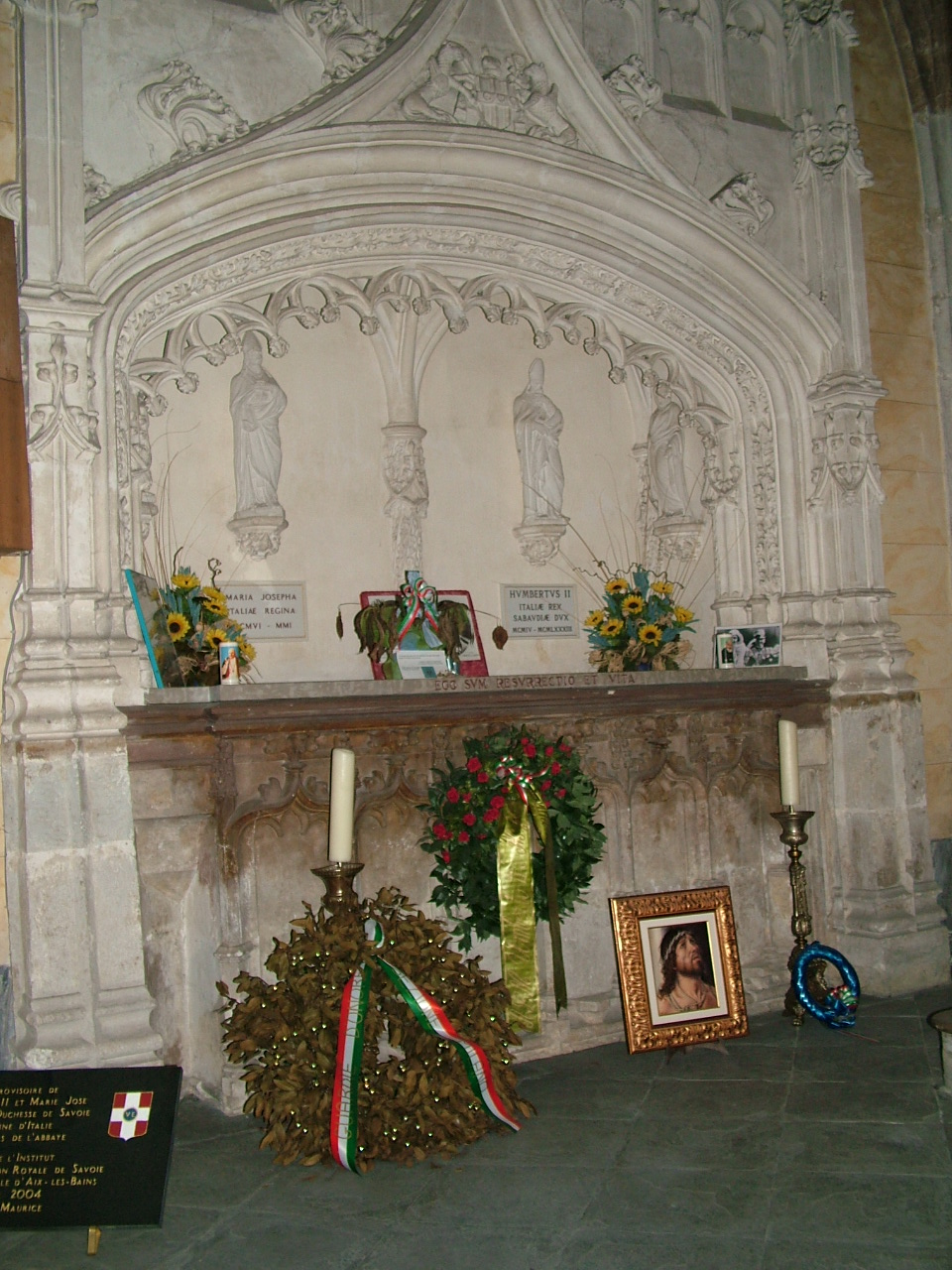
Grab von König Umberto II. und seiner Gemahlin Marie José

## Bedeutung
Bis ins 15. Jahrhundert benützten die Grafen und Herzöge von Savoyen die Klosterkirche von Hautecombe als Grablege für die Verstorbenen ihrer Dynastie. Als das Herzogtum Savoyen im Königreich Sardinien-Piemont aufgegangen war, fanden auch einige der sardischen Könige und später dann auch der aus diesem Familienstamm hervorgegangene letzte italienische König, Umberto II., der im Exil starb, in Hautecombe ihre letzte Ruhestätte.
Während der Tumulte zur Zeit der französischen Revolution erlitten das Kloster, die Kirche und die alten Fürstengräber schwere Schäden. Im Jahr 1824 ließ der sardische König Karl Felix das Monument durch den piemontesischen Architekten Ernesto Melano wiederherstellen. Die reichen neugotischen Formen machen das Bauwerk zu einem herausragenden Beispiel dieses Baustils.
Hautecombe ist durch eine Schiffsverbindung von Aix-les-Bains aus und durch eine Fahrstraße erschlossen. Der Ort zählt zu den beliebtesten Reisezielen der Region und wird jährlich von ungefähr 300.000 Touristen besucht.
Jedes Jahr im Monat März halten italienische Royalisten in Hautecombe eine Gedenkfeier zur Erinnerung an König Umberto II. ab. Bei dieser Gelegenheit werden die jeweils neuen Mitglieder in den savoyardischen Ritterorden der hl. Mauritius und Lazarus aufgenommen.